# Giancarla Codrignani
Giancarla Codrignani (Bologna, 18 luglio 1930) è una scrittrice, giornalista, politica e intellettuale italiana, impegnata nel movimento per la pace e laicamente di area cattolica, più volte parlamentare della Repubblica.

## Biografia
Subito dopo la laurea in lettere antiche comincia la sua carriera come docente di lettere greche e latine nei licei classici, collabora con l'Istituto di filologia dell'Università di Bologna, per il quale cura l'edizione critica del Codice Catulliano 2744.
Presidente della LOC (Lega degli Obiettori di Coscienza), ha svolto il suo impegno come parlamentare nella Sinistra Indipendente, per tre legislature dal 1976 al 1987, occupandosi delle tematiche riguardanti l'obiezione di coscienza al servizio militare e il servizio civile sostitutivo, il disarmo e la difesa popolare non violenta.
Testimone delle prime elezioni libere in Nicaragua e inviata in missione parlamentare in Cile durante l'assedio, la sua opera è stata riconosciuta dall'Alto Commissariato per i Rifugiati delle Nazioni Unite.
Attiva in varie esperienze di solidarietà e per la pace, è tra le figure più rappresentative della cultura italiana della nonviolenza.
Nel 2015 viene pubblicata una sua biografia  e nel 2016 un'intervista pubblicata su Radio Emilia-Romagna Giancarla Codrignani: cerco solo di capire.
Cura anche il blog Vorreicapire dove pubblica  articoli su argomenti di ambito internazionali, su donne, sindacati, partiti e molti altro.
Ha partecipato al movimento femminista e ha continuato ad essere coinvolta nelle problematiche di genere nell'amministrazione di Bologna e nell'Associazione Orlando e del Centro delle donne di Bologna, nel quale è direttrice della testata giornalistica di Server Donne. Scrive su Noi Donne e pubblica saggi e interventi politici su numerosi giornali e riviste anche on-line.

## Opere
Tra le opere più importanti:
- L'odissea intorno al telaio, Ed. Thema, Bologna (1989);
- Amerindiana, Ed. Terra Nuova, Roma (1992);
- Ecuba e le altre, Ed. Cultura della Pace, S. Domenico di Fiesole, Firenze (1994);
- Ecuba e le altre, Ed. Ebook @ Women (2014) - versione digitale;
- L'amore ordinato, Ed. Com-Nuovi Tempi, Roma (2005);
- Ottanta, gli anni di una politica, Ed. Servitium, Milano (2010);
- Stiano pure scomode, Signore, Ed. Cooperativa Libera Stampa, Roma (2013);
- Tacete! Ma davvero? : se le donne potessero predicare, prefazione di Luigi Bettazzi, Il pozzo di Giacobbe, Trapani, 2016;
- Europa madre e figlia nostra: democratica, ecologica, nonviolenta, Movimento Nonviolento, Verona, 2019;
- La diplomazia delle donne, Pendragon, Bologna 2020 ISBN 978-88-3364-279-6.

Suoi articoli e interventi appaiono sui principali quotidiani e sulle maggiori riviste specializzate, come "il Manifesto", "Confronti", "Solidarietà Internazionale", "Mosaico di Pace", Noidonne.